# Alice Mouzin
Alice Mouzin, soms gespeld als Alise Mouzin, (Luxemburg, Rollingergrund, 9 november 1868 – Nederland, Nunspeet, 27 januari 1950) was ondernemer en de muze van Martin Monnickendam.

## Achtergrond
Ze werd geboren binnen het gezin van Adolphe Mouzin (1830-1881), graveur bij Société Céramique te Maastricht, en Jane Rowley (overleden 1907). Haar jongere zus was Claire Elisabeth Mouzin (Clara Mouzin).

## Leven

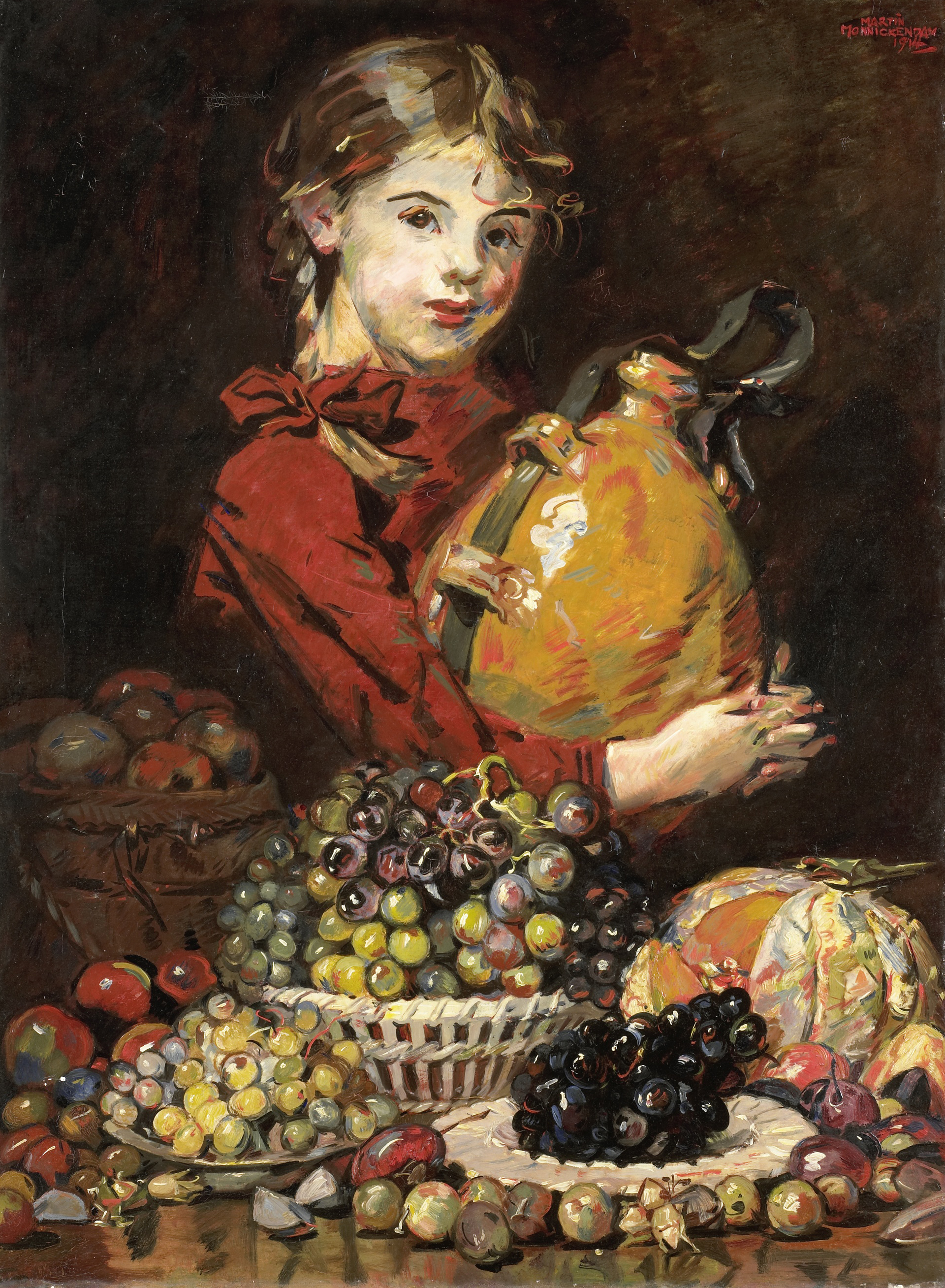
Monarosa Monnickendam

In 1895 haalde zij haar diploma voor onderwijs voor handenarbeid; ze woonde toen in Haarlem. In 1905 bevond zij zich even in Stockholm voor de inzameling van geld voor behoeftige kinderen. Zij was directrice van de Industrieschool voor Vrouwelijke Jeugd aan de Weteringschans 31, Amsterdam. Toen zij in augustus 1906 trouwde met kunstenaar Martin Monnickendam moest zij zich terugtrekken, omdat getrouwde vrouwen (nog) niet bij overheidsinstanties mochten werken. In 1908 stond ze model voor de brochure behorende bij de Middenstands Tentoonstelling Amsterdam, die gehouden werd op het Museumplein. In 1909 was ze terug bij de behoeftige kinderen met een ingezonden brief in De Telegraaf. Het ging toen om een Koloniehuis in Nunspeet. Ze was in 1913 secretaresse van de tentoonstelling "De Vrouw 1813-1913". In september 1915 was ze betrokken bij de oprichting van de "Gooische Huishoudschool" in Hilversum. Het handwerk bleef haar trekken: in 1932 was werk van haar te zien in Kunstzaal Van Meurs. Ze stelde zogenaamd Hedebo-handwerk ter beschikking. Ze schreef destijds ook het voorwoord bij het boek Eenvoudige handwerken van Clara Frankfort.
Het echtpaar kreeg twee kinderen, Monarosa (Roos, 1908-2001) en Ruth (1911-1991). Het gezin woonde eerst op Grensstraat 4 en later op Stadhouderskade 92 te Amsterdam. Dochter Ruth volgde haar moeder op in handwerk; zij werd daarin restaurateur.